# 噻吩-2,5-二硼酸
噻吩-2,5-二硼酸是一种有机化合物，化学式为C4H6B2O4S。它可以噻吩为原料，经多步反应得到噻吩-2-(N-丁基二乙醇胺)酯，它在锂化后再与硼酸三乙酯反应、经水解制得。它可以用于合成噻吩基的聚合物。